# Mây Trắng
Mây Trắng là một nhóm nhạc nữ Việt Nam được thành lập từ năm 2000. Đây là một trong những nhóm nhạc nữ lâu đời nhất Việt Nam. Hiện tại Mây Trắng vẫn đang hoạt động với nhóm gồm 3 thành viên là Ngọc Châu (Trưởng nhóm),  Ngọc Trâm và Phương Trinh.
Mây Trắng ban đầu ra mắt với 5 thành viên bao gồm Ngọc Châu, Thu Ngọc, Anh Thúy, Thu Thủy, Yến Trang từ ngày 1 tháng 6 năm 2000. Cả nhóm đã tạo ra sức ảnh hưởng rất lớn,trở thành tiêu chuẩn, cột mốc cho các girl band khác thời bấy giờ. Nhóm chính thức bắt đầu con đường ca hát chuyên nghiệp với đĩa đơn đầu tay "Ước Mơ Thành Sự Thật" phát hành vào ngày 6 tháng 6 năm 2002.

## Lịch sử hoạt động

### Trước khi ra mắt
Ba thành viên là Thu Ngọc, Ngọc Châu, Anh Thuý ban đầu được tuyển chọn tham gia nhóm Mắt Ngọc với đội hình gồm sáu thành viên do Đội ca nhà Thiếu Nhi TP. Hồ Chí Minh thành lập vào năm 1998. Vào thời điểm này, nhóm gồm 6 thành viên (Thu Ngọc, Ngọc Châu, Anh Thúy, Thanh Ngọc, Duy Uyên, Ngô Quỳnh Anh) đã kết hợp cùng ca sĩ khác biểu diễn trong các chương trình như: Hương Ngọc Lan (1998), Giai điệu châu Á (1998), Ấn Tượng Sài Gòn 3 (1999), Hoa Hậu Hữu Nghị (1999 - 2000), tham gia Liveshow Ngẫu hứng của ca nhạc sĩ Trần Tiến (2000) và Ngẫu hứng Trần Tiến (DVD) sản xuất năm 2001. Khi chuẩn bị ra mắt Album đầu tiên "Xuân Khúc Năm 2000"  thì cả ba thành viên Thu Ngọc, Ngọc Châu, Anh Thuý rời khỏi nhóm Mắt Ngọc vì lý do cá nhân vào năm 2000.
Sau ra khi rời Mắt Ngọc, Ba thành viên Thu Ngọc, Ngọc Châu, Anh Thuý thành lập nhóm nhạc nữ mới và kết nạp thêm 2 người bạn thân là Yến Trang, Thu Thủy vào nhóm với tên gọi là Tro-Five. Ca khúc đầu tiên nhóm Tro-Five ra mắt là Em là Hoa Hồng Nhỏ  biểu diễn vào Ngày Quốc tế thiếu nhi ngày 1 tháng 6 năm 2000 tại sân khấu Công viên Lê Văn Tám. Sau đó, nhóm bắt đầu tham gia các buổi biểu diễn khác tại chương trình Điểm hẹn chủ nhật, nhà hát Bến Thành, CLB Nhiệt Đới với các ca khúc Nghe mưa, Thế giới năm 2000...
Tên của nhóm: Thời gian đầu tiên, họ đặt tên nhóm là Tro-Five với 5 thành viên ban đầu. Nhưng sau đó nhóm có nhiều tên gọi như Thỏ Ngọc, Thỏ Tím, Ngũ Sắc hay Biển Đông, nhà báo Đơn Dương đã đặt cho nhóm cái tên cuối cùng và trở thành tên gọi chính thức của nhóm là Mây Trắng. Sau này nhóm có biểu diễn 01 ca khúc trùng tên của nhóm, đó là bài hát  "Mây Trắng" của nhạc sĩ Vũ Quốc Việt.

### Năm2000-2001: Ra mắt chính thức - Anh Thúy rời nhóm
Ngày 1 tháng 6 năm 2000, Nhóm chính thức được ra mắt với năm thành viên ban đầu là Ngọc Châu, Thu Ngọc, Yến Trang, Anh Thuý, Thu Thủy. Ngày 28, 29 tháng 10 năm 2000, Nhóm Mây Trắng xuất hiện có tham gia màn trình diễn cùng kết hợp với ca sĩ Thanh Thảo và Thu Phương tại sân khấu Chung kết Hoa hậu Việt Nam 2000 với tư cách là nhóm hát bè.  Họ bắt đầu xuất hiện với 2 ca khúc đầu tiên là "Tích Tắc Thời Gian" và "Mây Trắng" trong các chương trình ca nhạc của Đài truyền hình HTV vào năm 2000. Nhóm cũng đã ghi âm bài hát "Khát Khao Hơn" cùng với ca sỹ Lam Trường cho nước ngọt CF Pepsi music. Đến tháng 12 năm 2000, 3 thành viên của nhóm là Thu Thủy, Anh Thúy, Yến Trang đã hợp tác cùng ca sĩ Quang Minh ra mắt MV  "Con tin Chúa ơi", nằm trong album nhạc "Một đời tri ân - Những ca khúc vào đời của Linh mục Duy Thiên" do Hãng Phim Phương Nam thực hiện. Đầu tháng 1 năm 2001, sau 7 tháng hoạt động, Anh Thúy đã tách nhóm để theo biểu diễn solo. Nhóm bổ sung thành viên mới là Yến Nhi (em ruột của Yến Trang) gia nhập vào nhóm.

### Năm2002-2003: Thu Thủy rời nhóm - Còn lại 4 thành viên
Phiên bản 5 thành viên bắt đầu xuất hiện liên tục trên sóng truyền hình qua hầu hết các chương trình ca nhạc như Giai điệu tình yêu, Nhịp cầu âm nhạc, Nhóm ca và bạn trẻ... và nhiều tạp chí cho giới trẻ bấy giờ như Báo ảnh Đất mũi cuối tuần, Mực tím, Thế giới phụ nữ, Hoa học trò và làm người mẫu cho một vài nhãn hiệu quảng cáo trên tạp chí Tiếp thị Gia đình.
Ngày 6 tháng 6 năm 2002, Nhóm ra mắt Album đầu tay Vol.1 mang tên "Ước mơ thành sự thật " do hãng đĩa Vafaco Productions phát hành. Nhóm tham gia màn trình diễn trong Liveshow 2 mang tên "Hãy giữ lấy tình yêu" của ca sĩ Lâm Chí Khanh từ tháng 5 năm 2002. Nhóm sẽ tiếp có tham gia vào Liveshow "Búp Bê Đẹp Xinh" của ca sĩ Thanh Thảo từ ngày 30 tháng 8 năm 2002. Tháng 11 năm 2002, Thu Thủy tách nhóm để vào gia nhập công ty giải trí Wepro của nhạc sĩ là Quang Huy và sau đó tham gia nhóm H.A.T. Mây Trắng vẫn hoạt động với bốn thành viên còn lại. Nhóm đã giữ vững đội hình đó trong một thời gian khá lâu. Có thể nói đội hình 4 người này là đội hình thành công nhất của nhóm Mây Trắng với loạt bài hits: Ai ai ai (cover lời Việt của Natalie - ca sỹ Thái Lan), Thầm mong anh quay về, Tình bạn (cover lời Việt từ bài "Trường nữ học sinh nam" của nhóm Twins), Nhớ anh, Tình yêu là thế,...
Tháng 6 năm 2003, Nhóm đã phát hành đĩa đơn thứ 2 mang tên Ai Ai Ai (Vol.2). Album gồm ca khúc Ai Ai Ai phiên bản 4 thành viên và 7 bài hát khác, cùng với 4 video clip là: First Love, Ai ai ai, Dấu yêu xưa, Vì sao.
Trong khoảng thời gian dài này, nhóm phát hành Album "Chắc anh có đã yêu em" cùng với ca sĩ Phạm Khánh Hưng (2005). Album Vol.3 "Cho tim em nhớ anh" được phát hành vào ngày 20 tháng 4 năm 2005 gồm các ca khúc nhạc trẻ sôi động của các nhạc sĩ Phạm Khánh Hưng, Anh Tuấn, Lê Quang, Thanh Tâm và 4 video âm nhạc là Cho tim em nhớ anh, Đừng giận nhé anh, Ghét anh, Sống cho nhau với đạo diễn Lâm Lê Dũng, Đoàn Minh Tuấn, Aaron Toronto. Năm 2019, Ngọc Châu tiết lộ ban đầu Album này có ca khúc "Đành nói lời chia tay - Sáng tác Phạm Hòa Khánh". Tuy nhiên, khi chuẩn bị phát hành Album thì công ty Wepro đã mua độc quyền ca khúc này cho nhóm H.A.T nên đã thay thế bằng ca khúc khác vào album. Ngoài ra, ca khúc Thầm mong anh quay về bên em (Sáng tác: Mây Trắng) cũng được quay video và đưa vào Album mang tên Thiên Thần Nhỏ Bé cùng với nhóm MTV.
Vào ngày 2 tháng 1 năm 2006, Mây Trắng đã phát hành đĩa đơn thứ tư cho album mang tên là Tình Xanh (Vol.4) thực hiện bởi Hãng phim Phương Nam với bao gồm 8 ca khúc là Ngày tết quê em (nhạc sĩ: Từ Huy), Giấc mơ xưa vội xa,...cùng một video âm nhạc cho bài hát " Ngày Tết Quê Em" và kèm lịch tết 2006. Ngày 29 tháng 12 năm 2006, Nhóm ra mắt MV "Tuổi Mộng Xứ Đông" do hãnh đĩa Đại Cổ Việt (USA).
Cuối năm 2006, Yến Trang và Yến Nhi (hai chị em ruột) rời nhóm để theo đuổi sự nghiệp riêng của mình, nhóm chỉ còn lại thành viên Thu Ngọc và Ngọc Châu. Sau đó, Yến Trang và Yến Nhi vào gia nhập công ty Nguyễn Production của nhạc sĩ Nguyễn Hà và tham gia nhóm nhạc dự án là Ngũ Long Công Chúa từ năm 2007. Đây là một trong những cuộc chia tay ồn ào nhất thời bấy giờ.

### Năm2006-2007: Chia tay chị em Yến Trang, Yến Nhi - Duy trì hoạt động
Sau sự ra đi của Yến trang và Yến Nhi rời nhóm, Thu Ngọc và Ngọc Châu quyết định giữ vững cái tên Mây Trắng và tuyển thêm thành viên mới là Hải Băng (từng là thành viên của nhóm nhạc Mũi Tên và họ hợp tác qua một "hợp đồng có thời hạn" năm 2005-2006).
Tháng 6 năm 2007, Nhóm phát hành mini Album vol.5 của họ mang tên "Lời nói Muộn Màng" và bốn video clip là Cô bé đáng yêu, Muộn màng, Dành cho em, Còn đâu ngày ấy với đạo diễn Đoàn Minh Tuấn và Phan Điền.
Năm 2007, Nhóm cũng có tham dự vào chương trình Album Vàng 2007 đoạt giải bình chọn với Album ý tưởng thiết kế.
Vào ngày 25 tháng 10 năm 2008, Cả nhóm đã tái hợp chung 7 thành viên là Thu Ngọc, Ngọc Châu, Hải Băng, Thu Thủy, Anh Thúy, Yến Trang và Yến Nhi với ca khúc mới là Nhớ (sáng tác là MCM) trong chương trình Đến Trường 2.
Ngày 18 tháng 12 năm 2008, Ngọc Châu chụp bộ ảnh cưới cùng sáu cô bạn thân thiết đã từng và đang là thành viên nhóm Mây Trắng. Vào ngày 5/1/2009, thành viên Ngọc Châu chính thức lên xe hoa, cô cũng là người đầu tiên trong nhóm lấy chồng. Tuy nhiên hôn nhân không kéo dài và hiện tại cô là bà mẹ đơn thân.
Năm 2008, Mây Trắng đã giành được giải thưởng "Nhóm nhạc được yêu thích nhất" của HTV Awards (Giải thưởng Truyền hình HTV).
Tháng 4 năm 2009, nhóm Mây Trắng phát hành Album vol.6 "Nhớ" với gồm các ca khúc nhạc tươi trẻ và sôi động của các nhạc sĩ kỳ cựu như Phạm Hòa Khánh, Phạm Khánh Hưng, Quang Duy, Trung Thảo,...
Vào ngày 23 tháng 4 năm 2009, Mây Trắng tổ chức live show mang tên "Night of 9" để kỉ niệm 9 năm thành lập. Sự kiện đó đã quy tụ tất cả bảy thành viên từng tham gia nhóm từ lúc mới thành lập đến lúc đó: Anh Thúy, Thu Ngọc, Ngọc Châu, Thu Thủy, Yến Trang, Yến Nhi, Hải Băng. Liveshow cũng có mặt sự tham gia của nhiều ca sĩ được teen yêu thích và cũng là những người bạn thân thiết ngoài đời của nhóm như Bảo Thy, Quang Vinh, Đăng Khôi, Đan Trường, Thanh Thảo, Nguyên Vũ.
Vào ngày 14 tháng 7 năm 2009, cả 3 cựu thành viên là Thu Thủy, Anh Thúy và Yến Trang tái ngộ với nhóm trong ca khúc "Nhớ" và "Mưa Tình Yêu" tại các chương trình Album Vàng 2009.

### Năm2009-2010: Chia tay Hải Băng - Thay đổi phong cách mới
Vào ngày 25 tháng 7 năm 2009, Mây Trắng xuất hiện vị khách mời đặc biệt: ca sĩ Phương Thanh, Thanh Thảo, Anh khoa và Thủy Tiên trên sân khấu ca nhạc của Chương trình Hòa nhịp bạn trẻ, phát sóng trực tiếp trên kênh HTV9.
Đầu tháng 1 Năm 2010, Hải Băng đã chính thức tách nhóm để theo đuổi sự nghiệp solo. Chỉ còn thành viên là Ngọc Châu và Thu Ngọc với lời hứa sẽ tiếp tục hoạt động đã tuyển lựa thêm 1 thành viên mới là Nguyễn Vũ Kim Ngọc, sinh năm 1990, nghệ danh Mimi (để tránh sự nhầm lẫn với thành viên Thu Ngọc)  ra mắt qua ca khúc "Ở nhà một mình" (home alone) vào đầu năm 2010. Ngoài ra, nhóm còn có thêm 2 ca khúc nữa là Bụi (Nguyễn Hải Phong) và Only U (Nguyễn Hoàng Duy).
Năm 2009, Mây Trắng tiếp tục giành được giải thưởng "Nhóm nhạc được yêu thích nhất" của HTV Awards (Giải thưởng Truyền hình HTV) và trở thành nhóm nhạc nổi tiếng nhất Việt Nam với 2 năm liền đoạt được giải thưởng này. Vào đầu năm 2010, nhóm bất ngờ chiến thắng ở Giải Mai Vàng 2009 - Giải thưởng lớn của báo Người lao động với ca khúc Nhớ (MCM), một ca khúc gồm tất cả các thành viên cùng góp giọng chung với nhau.
Ngày 6 tháng 9 năm 2012, Khi Mây Trắng hết hợp đồng với thành viên Mi Mi, Thu Ngọc và Ngọc Châu sẽ tính tiếp hướng đi.
Vào ngày 29 tháng 12 năm 2012, Thu Ngọc cũng có lên xe hoa, tập trung cho gia đình. Tuy nhiên cả hai đã ly hôn từ năm 2015.

### Năm2013-2015: Mây Trắng tuyên bố tạm nghỉ - Ngọc Châu duy trì hoạt động cho nhóm tái hiện trở lại showbiz
Ngày 1 tháng 6 năm 2013, Mây Trắng chính thức ngừng hoạt động sau 13 năm, tuy nhiên nhóm vẫn chưa tuyên bố tan rã. Giai đoạn này thỉnh thoảng nhóm vẫn tham gia biểu diễn ở một số chương trình nhưng không ra mắt sản phẩm mới. Có một số chương trình có sự tham gia của thành viên Ngọc Trâm diễn thay cho MiMi (Mùa xuân Ơi, Áo Trắng đến trường, Tiếng hát xứ dừa...)
Vào ngày 16 tháng 8 năm 2013, Đàn em nhóm TVM  hợp tác với Mây Trắng cũ thu âm chung ca khúc Khúc hạ của nhạc sĩ Sỹ Luân, nhóm mời các cựu thành viên khác của Mây Trắng là Thu Thủy, Hải Băng, Thu Ngọc cùng thể hiện ca khúc về tuổi học trò. Các cô gái ở hai thế hệ khác nhau đã mang đến cho người yêu nhạc một hồi ức đẹp về tuổi cắp sách đến trường.
Ngày 1 tháng 6 năm 2015, Nhóm Mây Trắng chính thức trở lại vào đúng ngày sinh nhật kỷ niệm 15 năm của nhóm với thành viên cũ Ngọc Châu cùng 2 gương mặt mới là Bảo Ngọc (sinh năm 1992) và Ngọc Trâm (sinh năm 1993). Bảo Ngọc với nick name Ngọc Minx từng là sinh viên trường Đại học Sân khấu Điện ảnh TP HCM. Cô từng đóng vai chính trong sitcom Hai trái tim vàng cũng như làm diễn viên đóng clip cho rất nhiều ca sĩ như Hồ Quang Hiếu, Ngô Kiến Huy và Lương Bích Hữu... Cô gái 23 tuổi sở hữu chất giọng khàn đặc trưng, vũ đạo khá tốt cùng khả năng đọc rap. Thành viên Ngọc Trâm đang là sinh viên trường Cao đẳng Văn hoá Nghệ thuật TP HCM - Khoa Thanh nhạc. Ngoài khả năng hát chính và hát bè, cô còn có lợi thế trong việc làm chủ sân khấu khi từng tham gia nhóm TVM.
Ngoài sự ủng hộ của đông đảo khán giả khi công bố ngày trở lại, các thành viên cũ như Thu Ngọc, Anh Thúy và Thu Thủy cũng ủng hộ hết mình và nhiệt tình động viên tinh thần cho Ngọc Châu. Mọi người đều đồng tình nhóm tiếp tục sử dụng tên Mây Trắng để khuấy động lại showbiz sau nhiều năm vắng bóng các nhóm nhạc nữ.
Vào ngày 18 tháng 8 năm 2015, Nhóm đánh dấu sự trở lại của Mây Trắng đã chính thức được phát hành single online mang tên "Một phút một giây", nhóm Mây Trắng đã hợp tác cùng đạo diễn trẻ Cris Nguyễn ra mắt MV Một phút một giây của nhạc sĩ Tăng Nhật Tuệ. Nhóm có thêm ca khúc mới là Go away (sáng tác Young Uno) và Lời tỏ tình dễ thương (sáng tác Ngọc Sơn).
Năm 2016, nhóm Mây Trắng tham gia biểu diễn trong các chương trình Sài Gòn đêm thứ bảy và Âm nhạc & Bước nhảy trên phát sóng truyền hình VTV9, Jet Studio phối hợp thực hiện. Ngày 6 tháng 10 năm 2016, Mây Trắng cũng tham gia hát chung cùng với nhóm Mắt Ngọc với bài hát "Thắp lên điều kỳ diệu" trong chương trình Gala nhạc Việt 8 - Duyên phận cuộc đời.
Sau đó, Mây Trắng liên tục nhận nhiều show diễn trên khắp cả nước để quảng bá phiên bản mới của mình cũng như tham gia nhiều gameshow truyền hình.

### Năm2017-2018: Mây Trắng tái ngộ cùng Thu Ngọc, Yến Trang, Yến Nhi - Trở thành đội hình 3 thành viên
Vào ngày 25 tháng 3 năm 2017, nhóm Mây Trắng tái ngộ trong The Remix - Hòa âm Ánh sáng với đội hình 4 thành viên (hoàng kim nhất của nhóm) Yến Trang, Yến Nhi, Thu Ngọc & Ngọc Châu để hỗ trợ tiết mục của Yến Trang trong đêm thi đối đầu 2 với nhạc phẩm Bao giờ lấy chồng? (cover từ ca sĩ Bích Phương).
Sau màn tái hợp trong tiết mục Bao giờ lấy chồng khiến các fan vừa phấn khích vừa bồi hồi, 4 thành viên của Mây Trắng thời kỳ hoàng kim (Giai đoạn 2001 - 2006) và Yến Trang, Yến Nhi, Thu Ngọc, Ngọc Châu đã tham gia  talkshow Remix Restory để cùng nhìn lại những thăng trầm và những bí mật của nhóm trong suốt 17 năm qua. Vào ngày 27/3, nhóm Mây Trắng đã có buổi giao lưu trực tuyến với khán giả tại JAM - Just Ask Me.
Vào ngày 28 tháng 7 năm 2017, Nhóm Mây Trắng bất ngờ ra mắt MV ca khúc mới là Căn Phòng Nước Mắt của nhạc sĩ Hamlet Trương. Nhóm đã phát hành single online bao gồm 4 ca khúc: Căn phòng nước mắt (nhạc sĩ: Hamlet Trương), Đánh đổi thế gian (nhạc sĩ: Vương Anh Tú), Bụi (nhạc sĩ: Nguyễn Hải Phong), và bản remix sôi động của ca khúc Một phút một giây (nhạc sĩ: Tăng Nhật Tuệ). Bản Ballad Căn phòng nước mắt cũng được nhóm chọn thực hiện MV (đạo diễn Nachi  Khang) như một món quà dành tặng cho khán giả. Khoảng cuối tháng 7/2024, Sau 7 năm, MV" Căn Phòng Nước Mắt" của Mây Trắng đột nhiên bị xóa khỏi trang YouTube của NhacPro Tube.
Ngày 18 tháng 9 năm 2018, Trưởng nhóm Ngọc Châu cho biết: "Mỗi nhóm nhạc sẽ có tư duy, định hướng riêng và Mây Trắng cũng thế. Mây Trắng vẫn chọn thể loại teen pop đã gắn liền với hình ảnh 18 năm qua của mình và tin rằng khán giả vẫn luôn ủng hộ nhóm. Nhóm vẫn nắm bắt thị hiếu và trào lưu nghe nhạc của giới trẻ bây giờ nhưng vẫn giữ chất riêng của Mây Trắng từ trước đến nay".

### Năm2019- 2023: Chia tay Bảo Ngọc - Thay đổi trở lại với đội hình mới
Hiện nay, khi các nhóm ca nữ có những định hướng âm nhạc mang phong cách và hơi hướng quốc tế thì Mây Trắng vẫn giữ vững hình tượng nhí nhảnh, dễ thương và rất thuần Việt. Dưới sự dẫn dắt của nhóm trưởng kỳ cựu Ngọc Châu.
Vào ngày 16 tháng 1 năm 2019, nhóm Mây Trắng có chuyến lưu diễn nước ngoài tại casino ShangHai Resort Cambodia.
Cuối tháng 7 năm 2019, sau gần 4 năm hoạt động cùng nhóm, thành viên Bảo Ngọc đã chính thức tách nhóm để về đầu quân cho công ty V80GENERATION và họ vẫn hoạt động với tư cách ca sĩ solo. Đầu tháng 8, Mây Trắng ra mắt phiên bản mới gồm 2 thành viên cũ là Ngọc Châu, Ngọc Trâm và bổ sung thêm thành viên mới là em út với nghệ danh An Nhiên (sinh năm 1996). Ngày 2 tháng 9 năm 2019, phiên bản mới đã ra mắt video dance practice ca khúc How deep is your love - một sáng tác của nhạc sĩ Quốc Cường, ca khúc phô diễn khả năng vũ đạo đẹp mắt của nhóm. Đây như là một quá tri ân khán giả trong thời gian qua đã dành tình cảm cho nhóm.
Vào ngày 27 tháng 10 năm 2019, cả nhóm tái ngộ với bốn thành viên cũ là Thu Ngọc, Ngọc Châu, Yến Trang và Yến Nhi  tham gia chương trình Ký ức vui vẻ mùa 2, lần tái hợp này cả nhóm đã biểu diễn lại ca khúc Ghét Anh (nhạc sĩ: Phạm Khánh Hưng).
Vào ngày 22 tháng 11 năm 2019, Nhóm đã đánh dấu sự trở lại làng ca nhạc với MV dance "Ngàn Chén" (cover lời việt từ bài Ngàn Chén của nhóm SING Nữ đoàn) - Lời Việt ca khúc do trợ lý nhóm là Trí Minh Lê viết lại dành tặng cho giọng hát của nhóm.
Vào ngày 8 tháng 7 năm 2020, cả nhóm tái ngộ ba thành viên cũ là Ngọc Châu, Thu Ngọc và Thu Thủy tham gia Chương trình Bí Kíp Vàng trên kênh HTV7.
Vào ngày 12 tháng 8 năm 2020, Mây Trắng comeback với MV "Mãi Mãi Đã Hết Từ Hôm Qua" do  Keyri Phan sáng tác.
Vào ngày 26 tháng 4 năm 2021, Nhóm Mây Trắng chính thức trở lại với MV mang tên "Sai từ Khi Bắt Đầu". Đây là bản ballad có ca từ dễ nghe, sâu lắng do Nachi Khang sáng tác. MV có thời lượng gần 9 phút, kể về chuyện tình của một đôi đang yêu nhau. Sau giai đoạn mặn nồng, chàng trai ngoại tình, lừa gạt người yêu. Cô gái trong một lần nhìn người yêu cũ tiều tụy đã mềm lòng, quyết định hàn gắn mối quan hệ. Tuy nhiên, anh vẫn hờ hững, lạnh nhạt với người tình vì trong lòng đang đắm say người khác. Tình cờ, cô gái phát hiện "tiểu tam" chính là người em thân thiết đang làm việc tại cửa hàng thời trang của mình. Ra mắt một sản phẩm có câu chuyện drama, trưởng nhóm Ngọc Châu nói đây là sự thay đổi nhỏ của nhóm trong việc lựa chọn, xử lý kịch bản, để ca khúc có thể tiếp cận nhiều người hơn. "Nhóm đã cố gắng hết sức trong việc thể hiện những phân đoạn đòi hỏi nội tâm. Không thật sự chuyên nghiệp như diễn viên nhưng đó là sự cố gắng rất lớn của các thành viên", cô nói.

### Năm 2023: Chia tay An Nhiên - Thay đổi trở lại với đội hình mới
Ngày 01 tháng 6 năm 2023, trên trang facebook của Trưởng nhóm Ngọc Châu và fanpage MayTrangBand đã tung hình ảnh Mây Trắng phiên bản 2023 với sự gia nhập của Phương Trinh cùng hai thành viên Ngọc Châu và Ngọc Trâm, đồng thời xác nhận thành viên An Nhiên đã không còn tham gia hoạt động cùng Mây Trắng.
Phương Trinh tên thật là Võ Mai Phương Trinh, sinh ngày 10 tháng 6 năm 1993, cô là em ruột của ca sĩ Phương Thùy, Phương Tuyền - thành viên nhóm Phù Sa.

## Thành viên
| Nghệ danh           | Tên khai sinh        | Ngày sinh            | Vai trò                               |
| Thành viên hiện tại | Thành viên hiện tại  | Thành viên hiện tại  | Thành viên hiện tại                   |
| ------------------- | -------------------- | -------------------- | ------------------------------------- |
| Ngọc Châu           | Lê Thị Ngọc Châu     | 17 Tháng 1 năm 1983  | Trưởng nhóm, Hát phụ                  |
| Ngọc Trâm           | Nguyễn Thị Ngọc Trâm | 06 Tháng 9 năm 1993  | Hát chính, Nhảy dẫn, Visual           |
| Phương Trinh        | Võ Mai Phương Trinh  | 10 Tháng 6 năm 1993  | Hát dẫn, Bè chính                     |
| Thành viên cũ       |                      |                      |                                       |
| Anh Thúy            | Phạm Thị Thanh Thúy  | 30 Tháng 8 năm 1983  | Hát dẫn                               |
| Thu Ngọc            | Trần Thu Ngọc        | 29 Tháng 10 năm 1983 | Trưởng nhóm, Hát Chính                |
| Thu Thủy            | Nguyễn Thu Thủy      | 03 Tháng 1 năm 1984  | Hát phụ, Nhảy phụ                     |
| Yến Trang           | Nguyễn Yến Trang     | 15 Tháng 4 năm 1984  | Hát phụ, Nhảy chính                   |
| Yến Nhi             | Nguyễn Yến Nhi       | 11 Tháng 8 năm 1987  | Hát dẫn, Nhảy dẫn                     |
| Hải Băng            | Nguyễn Hải Huyền     | 22 Tháng 11 năm 1988 | Nhảy dẫn, Hát phụ, Gương mặt đại diện |
| MiMi                | Nguyễn Vũ Kim Ngọc   | 07 Tháng 3 năm 1990  | Hát phụ                               |
| Bảo Ngọc            | Nguyễn Bảo Ngọc      | 16 Tháng 11 năm 1992 | Rap chính, Hát phụ, Nhảy chính        |
| An Nhiên            | Hồ An Nhiên          | 06 Tháng 6 năm 1996  | Nhảy, Hát Phụ, Rap Dẫn, Em Út         |

Chú thích: In đậm là nhóm trưởng, trước đây là Thu Ngọc, sau khi cô rời nhóm. Hiện tại trưởng nhóm là Ngọc Châu.
Thu Ngọc ít hoạt động nghệ thuật và chỉ tham gia một số gameshow truyền hình. Cô từng làm bầu show một thời gian nhưng không thành công, rồi kết hôn và sang Mỹ định cư. Hiện tại cô đã chia tay chồng và về lại Việt Nam định cư .
Anh Thúy hoạt động ca hát solo và gặt hái được một số thành công. Cô từng tham gia chương trình X-Factor. Hiện tại cô đã kết hôn và ngưng hoạt động nghệ thuật.
Thu Thủy tách ra để gia nhập nhóm H.A.T, rồi sau này kết hợp với ca sĩ Ưng Hoàng Phúc. Cô từng kết hôn rồi ly hôn với người yêu 12 năm. Hiện nay cô đã tái hôn với người chồng kém 10 tuổi.
2 chị em Yến Nhi và Yến Trang tách ra vì mâu thuẫn trong nhóm rồi hoạt động độc lập. Yến Trang từng tham gia chương trình The Remix, Bước Nhảy Hoàn Vũ... Hiện tại Yến Trang chuyển hướng sang kinh doanh và vẫn còn độc thân. Còn Yến Nhi khá kín tiếng trong cuộc sống đời tư và hiện vẫn chưa kết hôn .
Hải Băng hoạt động âm nhạc solo. Sau khi kết hôn cô hạn chế tham gia showbiz để chăm sóc gia đình .
Ngọc Châu kết hôn khá sớm, những đã ly hôn và một mình nuôi con .

## Các sản phẩm âm nhạc

###### Danh sách cácAlbumđã phát hành:
| Năm  | Album                                | Đội hình                                                                             | Hợp tác cùng                                       | Hãng đĩa                | Định dạng         |
| ---- | ------------------------------------ | ------------------------------------------------------------------------------------ | -------------------------------------------------- | ----------------------- | ----------------- |
| 2002 | Vol.1: Ước Mơ Thành Sự Thật          | 5 thành viên (Ngọc Châu, Thu Ngọc, Yến Trang, Yến Nhi, Thu Thủy)                     |                                                    | Vafaco Productions      | CD, Cassette      |
| 2003 | Vol.2: Ai Ai Ai                      | 4 thành viên (Ngọc Châu, Thu Ngọc, Yến Trang, Yến Nhi)                               |                                                    | Vafaco Productions      | CD, VCD, Cassette |
| 2005 | Vol.3: Cho Tim Em Nhớ Anh            | 4 thành viên (Ngọc Châu, Thu Ngọc, Yến Trang, Yến Nhi)                               |                                                    | Bến Thành Audio - Video | CD, VCD           |
| 2005 | Có Chắc Anh Đã Yêu Em                | 4 thành viên (Ngọc Châu, Thu Ngọc, Yến Trang, Yến Nhi)                               | Phạm Khánh Hưng                                    | Bến Thành Audio - Video | CD                |
| 2005 | Thiên Thần Nhỏ Bé                    | 4 thành viên (Ngọc Châu, Thu Ngọc, Yến Trang, Yến Nhi)                               | Nhóm MTV                                           | Bến Thành Audio - Video | DVD, VCD          |
| 2006 | Vol.4: Tình Xanh                     | 4 thành viên (Ngọc Châu, Thu Ngọc, Yến Trang, Yến Nhi)                               |                                                    | Hãng phim Phương Nam    | CD, VCD           |
| 2006 | Anh Tin Mình Đã Cho Nhau Một Kỷ Niệm | 4 thành viên (Ngọc Châu, Thu Ngọc, Yến Trang, Yến Nhi)                               | Phạm Khánh Hưng, Thu Thủy                          | Bến Thành Audio - Video | DVD, VCD          |
| 2007 | Vol.5: Lời Nói Muộn Màng             | 3 thành viên (Ngọc Châu, Thu Ngọc, Hải Băng)                                         |                                                    | Bến Thành Audio -Video  | CD, VCD           |
| 2007 | Thiên Đường Gọi Tên                  | 3 thành viên (Ngọc Châu, Thu Ngọc, Hải Băng)                                         | Cao Thái Sơn, Thùy Lâm, Lương Bằng Quang, Nhật Sơn | Bến Thành Audio -Video  | DVD, VCD          |
| 2009 | Vol.6: Nhớ                           | 7 thành viên (Ngọc Châu, Thu Ngọc, Hải Băng, Yến Trang, Yến Nhi, Thu Thủy, Anh Thúy) | Quang Vinh, Đăng Khôi                              | Hãng phim Phương Nam    | CD, DVD           |

###### Danh sách cácSingleđã phát hành:
| Năm  | Single                       | Đội hình                                          | Hợp tác          | Đinh dạng                     |
| ---- | ---------------------------- | ------------------------------------------------- | ---------------- | ----------------------------- |
| 2010 | Nước Mắt Học Trò             | 3 thành viên (Ngọc Châu, Thu Ngọc, Hải Băng)      | Nhóm Huyền Thoại | Online, tải nhạc kỹ thuật số  |
| 2012 | Quên Một Người Đã Xa         | 3 thành viên (Ngọc Châu, Thu Ngọc, Mimi)          |                  | Online                        |
| 2015 | Một Phút Một Giây            | 3 thành viên (Ngọc Châu, Bảo Ngọc, Ngọc Trâm)     |                  | Online, Zing Mp3              |
| 2016 | We Run The Night             | 3 thành viên (Ngọc Châu, Bảo Ngọc, Ngọc Trâm)     |                  | Online, tải nhạc kỹ thuật số  |
| 2017 | Căn Phòng Nước Mắt           | 3 thành viên (Ngọc Châu, Bảo Ngọc, Ngọc Trâm)     |                  | Spotify, tải nhạc kỹ thuật số |
| 2019 | How Deep is Your Love        | 3 thành viên (Ngọc Châu, Ngọc Trâm, An Nhiên)     |                  | Zing Mp3                      |
| 2019 | Liên Khúc Ai Ai Ai - Con Gái | 3 thành viên (Ngọc Châu, Ngọc Trâm, An Nhiên)     |                  | Zing Mp3                      |
| 2019 | Ngàn Chén                    | 3 thành viên (Ngọc Châu, Ngọc Trâm, An Nhiên)     |                  | Zing Mp3                      |
| 2020 | Mãi Mãi Đã Hết Từ Hôm Qua    | 3 thành viên (Ngọc Châu, Ngọc Trâm, An Nhiên)     |                  | Spotify, tải nhạc kỹ thuật số |
| 2021 | Sai Từ Khi Bắt Đầu           | 3 thành viên (Ngọc Châu, Ngọc Trâm, An Nhiên)     | Nachi Khang      | Spotify, tải nhạc kỹ thuật số |
| 2024 | Em Không Đủ Mạnh Mẽ          | 3 thành viên (Ngọc Châu, Ngọc Trâm, Phương Trinh) | Nachi Khang      | Spotify, tải nhạc kỹ thuật số |

###### Liveshow
| Tựa đề                    | Chi tiết album                                                                     |
| ------------------------- | ---------------------------------------------------------------------------------- |
| Night of 9 (Đêm của số 9) | - Phát hành: 08 tháng 9 năm 2009 - Hãng đĩa: Hãng phim Phương Nam - Định dạng: DVD |

## Bài hát
Danh sách ca khúc của Mây Trắng:
| Năm  | Ca khúc |
| ---- | --- |
| 2000 | - Gót hồng (với Thanh Thảo, Minh Thư, 1088) - Đến với tình yêu (với Thanh Thảo) - Chào em, chào xinh tươi (với Thu Phương) - Tích tắc thời gian - Mây trắng - Khát khao hơn (với Lam Trường) |
| 2001 | - Con tin chúa ơi (với Quang Minh) - Chào nhé, chào xuân ơi - Dáng xưa (với Minh Quân) - Vũ điệu thần tiên (với Tuấn Hưng, Nhật Minh) - Bong bóng mưa bay (với Đoan Trường) - Tiếng sét (với Thanh Thảo, Tiến Đạt) - 16 Tuổi hồng - Mưa rơi - Tuổi của trăng - Thầy cô vẫn hát |
| 2002 | - Tình yêu trở lại - Liên khúc Ôi tình yêu (với Thanh Thảo) - Mắt bồ câu (với Thanh Thảo) - Muộn màng khi em ra đi - Trách mưa - Ước mơ - Bóng cả - Áo dài ơi - Mãi yêu người - Ngày xưa ơi - Nghìn trùng phôi pha - Ngóng trông - Thời thơ ấu đã xa - Tình yêu mê say - Mây trắng (new version) - Ước mơ thành sự thật - Liên khúc Trái tim vô tình - Sầu thiên thu (với Lâm Chí Khanh) - Xin chào anh - Thành phố không có mùa đông - Ngày yêu dấu - Ai ai ai - Bay lên vì sao |
| 2003 | - Ngày anh ra đi - Dịu dàng sắc xuân - Nắng xuân - Tình bạn - Ai ai ai (new version) - Vì sao - Giấc mơ tình yêu - Dấu yêu xưa - First love - Mãi yêu người (remix) - Đẹp lắm thành phố tôi (với nhóm F5) - Như mây xuống phố - Thành phố mười mùa hoa - Vòng xe kỷ niệm - kỷ niệm mùa hè - Giấc mơ ngày xưa - Nắng sài gòn (với nhóm GMC) - Mong đợi ngậm ngùi (với nhóm GMC) - Nhịp cầu âm nhạc (với AC&M) - Dạt dào tình ca Châu Đốc - Mùa xuân ơi - Bóng mát đời con - Những cô Tấm trên mây - Chỉ có em trong đời (với Hàn Thái Tú) - Vòng tay bè bạn - Number One - Mùa thu con gái - Seagames màu cờ sắc áo                                                           |
| 2004 | - Xuân non - Xuân họp mặt - Tình yêu là thế - Nụ cười thiên thần - Anh yêu của em - Khi em yêu anh - Tình thơ (với nhóm AXN) - Bóng cả (2004 version) - Ngày xưa ơi (2004 version) - Mưa hạ - Biển hè - Điều cuối cùng - Xuân và Tuổi trẻ - Hát cho bình minh - Tình yêu diệu kỳ - Kỷ niệm tình yêu - Thầy cô vẫn hát (2004 version) - Tình yêu trong em - Khúc hạ - Tháng năm học trò - Cô đơn mình em - Làm sao để tốt cho cả hai (với nhóm AXN) - Thành phố trẻ - Nhớ anh |
| 2005 | - Chỉ riêng anh thế thôi - Ô ô ngày ấy - Khai trường - Ghét anh - Cho tim em nhớ anh - Đừng giận nữa anh - Sống cho nhau - Dẫu chỉ một ngày bên anh - Thầm mong anh quay về bên em - Nếu một ngày phải đến - Nhớ thương - Bài ca cô giáo trẻ - Ơi cuộc sống mến thương - Mùa xuân trên thành phố hồ chí minh - Anh yêu em (Nhạc phim) - Mùa xuân yêu - Liên khúc tình yêu - Hãy nói không còn yêu - Chắc có anh yêu em (với Phạm Khánh Hưng) - Tình lặng (với Phạm Khánh Hưng) - Đánh mất niềm tin - Em chỉ yêu mình anh - Yêu - Anh về giữa mùa xuân - Ngồi lại bên nhau (với Thanh Thảo) - Cõi hoa - Khi đời có em - Cuộc đời tươi đẹp - Đôi cánh ước mơ - Trường Làng Tôi |
| 2006 | - Con nhớ mẹ - Ngày tết quê em - Chờ một mai nắng lên - Giấc mơ xưa vội xa - Hứa với em anh nhé - Liên khúc Tình xanh - Tìm ai - Anh đừng đi (Remix) - Tình trong nhung nhớ - Nụ hôn dưới mưa - Lỡ hẹn - Xinh tươi những ước mơ hồng - Cô bé dỗi hờn (với Quang Vinh) - Xuân ơi về nhé - Giọt nước cành sen - Tuổi mộng xứ đông - Đồng dao ơi - Vì sao không là em - Hạnh phúc tan vỡ - Tuổi hồng - Ngày em đến - Cuộc sống tươi đẹp - Góc phố dịu dàng - Nhớ lúc bé - Liên khúc Giáng sinh |
| 2007 | - Tiếng chuông ngân - Giấc mơ tình yêu - Mưa nước mắt - Nhớ lúc bé (2007 version) - Lãng quên người tình - Cô bé đáng yêu - Muộn màng - Dành cho em - Còn đâu ngày ấy - Hạnh phúc bên ta - Bóng cả (2007 version) - Cuộc đời tươi đẹp (2007 version) - Nhớ lúc bé - Đừng hiểu lầm em - Ghét anh 2 (với Phạm Khánh Hưng) - Năm lý do - Khúc nhạc ngày xuân - Ngồi bên em - Thà làm hạt mưa bay |
| 2008 | - Ký ức tuổi học trò (với Bằng Cường) - Giấc mơ tình yêu (Remix version) - Nước mắt em sẽ không rơi vì anh - Nhớ lúc bé - Lúc vừa yêu - Cô bé mắt nhung - Cô bé có chiếc răng khểnh - Dấu yêu ngày nào (với Quang Vinh) - Cô bé có chiếc răng khểnh - Mưa ngâu - Em yêu người chiến sĩ hậu cần - Như 10 đoá hoa thơm - Tình bạn (7 Mây tái hợp) |
| 2009 | - Dịu dàng sắc xuân (2009 version) - Nhớ anh quá - Vì sao anh ra đi - Tình yêu ngày nắng (với Quang Vinh) - Yêu người không nên yêu (với Đăng Khôi) - Đừng chúc em hạnh phúc - Tuổi đời mênh mông - Tháng năm học trò (2009 version) - Mưa tình yêu - Nhớ (7 Mây tái hợp) - Ôm ngàn nỗi đau - Mùa hè nhiệt đới - Hát cùng bạn bè tôi - Bay vào ngày xanh - Sống với kỷ niệm - Một que diêm một ước mơ (với nhóm Mắt Ngọc) |
| 2010 | - Tớ sắp xa cậu - Nước mắt học trò (với Huyền Thoại) - Ở nhà một mình - Only U - Xuân nhan sắc - Hạnh phúc bất tận (với nhóm V.music) - Bụi - Lần đầu biết yêu |
| 2011 | - Mẹ yêu - Mãi bên nhau - Tập sống thiếu một người (với Khánh Đơn) - Có đâu ngờ - Hạnh phúc giữa đời - Thăm lại trường xưa |
| 2012 | - Anh và nước mắt - Quên một người đã xa - Dứt khoát - Xoá - Hãy cho nhau một nụ cười - Sài Gòn không quên - Dáng em thiên thần - Áo trắng đến trường (thành viên mới: Ngọc Trâm) |
| 2015 | - Mùa Xuân Trên Thành phố Hồ Chí Minh (Thu Ngọc, Ngọc Châu, MiMi) - Một phút một giây - Go away - Thất tình - Hòa nhịp đam mê - Lời tỏ tình dễ thương - Người tình mùa đông - Mùa thu dưới mưa - Một trái tim một quê hương - Bức hoạ đồng quê - Ký ức phai màu - Ánh mắt của mẹ - Bình yên đêm giáng sinh (remix) - Giáng sinh xưa - Ngôi sao ước mơ |
| 2016 | - Như hoa mùa xuân - Ngày tết quê em (2016 Version) - We run the night - Bóng cả (2016 version ) - Ngày xưa ơi (2016 version) - Ơi cuộc sống mến thương (2016 version) - Để em rời xa (remix) - Tháng năm học trò (2016 version) - Tuổi đời mênh mông (2016 version) - Football No.1 - Vitajean thời trang và tuổi trẻ (với Anh Thuý) - Xinh tươi Việt nam - Thầm mong anh quay về bên em (remix version) - Hãy nói yêu em - Nụ cười thiên thần (New Remix Version) - Đời không như mơ - Thắp lên Điều kì diệu (với nhóm Mắt Ngọc) |
| 2017 | - Điều cuối cùng (remix version) - Lời xuân - Góc phố dịu dàng (2017 version) - Bay cao tiếng hát ước mơ - Bay lên nhé nụ cười - Căn phòng nước mắt - Đánh đổi cả thế gian - Đà Nẵng pháo hoa khúc tình ca - Bình Dương thành phố trẻ - Giấc mơ thần tiên - Bụi (2017 version) - Một phút một giây (remix version) - Bao giờ lấy chồng? (remix version) - Xuân ca - Tuổi trẻ Tp.HCM (với V.music) |
| 2018 | - Quê hương mùa xuân (với Thuỵ Vân,Hà Vân) - Xin chào Việt Nam - Cô gái mở đường - Giấc mơ thần tiên - Bay lên nhé nụ cười - Bồ câu không đưa thư - Những nụ cười trở lại - Sài gòn đẹp lắm - Việt Nam ơi (với Vmusic) - Niềm tin Chiến Thắng - Ngọn lửa trái tim - Đồng Nai quê tôi - Con gái - Ngày xuân long phụng sum vầy - Liên khúc Giáng Sinh - Liên khúc Ai ai ai, ghét anh, ngóng trông - Lắng nghe mùa xuân về (với Dương Hoàng Yến,Đức Quang) |
| 2019 | - Hứa đi anh - Những bông hoa trong vườn bác - How deep is your love - Con Gái (2019 Version) - Mong ước kỷ niệm xưa - Mẹ yêu (2019 Version) - Ngàn Chén - Bướm hoa - Triệu đóa hoa hồng - Áo dài ơi (Remix New Version) - Con bướm xuân - Như hoa mùa xuân (2019 version) |
| 2020 | - Về Trà Vinh - Em ở nông trường em ra biên giới - Mãi mãi đã hết từ hôm qua - Việt Nam ơi - Đảng đã cho ta một mùa xuân - Căn Phòng Trống (4 Mây tái hợp) - Thầm Mong Anh Quay Về Bên Em (4 Mây version) - Tình Bạn (4 Mây tái hợp) với Huỳnh Tú |
| 2021 | - Bức họa đồng quê - Nối vòng tay lớn (Cover version) - Xuân chiến khu - Điệp khúc mùa xuân (New version) - Khúc giao mùa (Remix version) - Sai từ khi bắt đầu (với Nachi Khang) |
| 2022 | - Năm qua đã làm gì - Liên khúc Sóc Trăng thân thương - Sóc sà bai Sóc Trăng - Đẹp lắm thành phố tôi (2022 version) - Tết nguyên đán - Em đi qua cầu cây - Lá xanh |
| 2023 | - Đảo ngọc Phú Quốc (Ánh Dương diễn thế Ngọc Trâm) - Những ngày xuân rực rỡ - Thành phố trẻ (Remix New Version) - Mưa ngâu (New Version) - Hát về thành phố hôm nay - Thành phố tình yêu (với Lạc Việt) - Tiếng dân chài (với Quý Bình) - Mong một ngày anh nhớ đến em - Xin chào thành phố - Football No.1 (2023 version) - Góc phố dịu dàng (2023 version) - Ơi cuộc sống mến thương (2023 version) - Một thời để nhớ (với nhóm Mắt Ngọc) - Em không đủ mạnh mẽ (với Nachi Khang) - Như là giấc mơ - Du lịch cùng tôi - Hát cho hành tinh xanh - Ngàn ước mơ Việt Nam - Hoà nhịp giáng sinh                                                                                |
| 2024 | - Sắc màu quê hương - Happy New Year (với Hoa hậu Mai Phương,135 band) - Hoa xuân ca - Khúc xuân - Như hoa mùa xuân (2024 version) - Xuân họp mặt (Remix 2024 version) - Lời xuân (2024 version) - Em không đủ mạnh mẽ (Ballad Version) - Sức sống mới trên thành phố Bác (với nhóm Lạc Việt) - Sức sống mới trên thành phố Bác (với nhóm 135) - Thắp lên điều kỳ diệu (ver 2024) - Thành phố 10 mùa hoa (2024 version) - Liên khúc Thanh xuân (với Vmusic) - Tự hào Thành phố Hồ Chí Minh - Nữ tướng Bùi Thị Xuân |
| 2025 | - Những điều nhỏ nhoi - Rộn Ràng đón Tết - Liên khúc Một vòng Việt Nam - Xin chào Việt Nam (với Lạc Việt) - Ơi Cuộc sống mến thương (Version Thay Lời Muốn nói) - Mùa xuân trên Thành phố Hồ Chí Minh (Với NSND Tạ Minh Tâm, NSƯT Vân Khánh, Quốc Đại, Minh Sang, Bạch Dương, Bảo Đăng) - Thành Phố Bác Hát Mừng Trang Sử 30/4 Hào Hùng (Với Minh Sang, Bạch Dương, Bảo Đăng) - Thành Phố Bác Hát Mừng Trang Sử 30/4 Hào Hùng (Với 135 Band) - Mùa xuân đầu tiên (Văn Cao) - Liên khúc thanh xuân - Đi giữa trời rực rỡ |

## Chương trình truyền hình
Các tham gia trò chơi truyền hình và Giao lưu của Mây Trắng:
| Năm           | Tên chương trình                      | Thành viên                                                     | Đài truyền hình     |
| ------------- | ------------------------------------- | -------------------------------------------------------------- | ------------------- |
| 2004          | Nốt nhạc vui                          | Thu Ngọc                                                       | HTV7                |
| 2005          | Ai vào bếp                            | Thu Ngọc, Ngọc Châu, Yến Trang, Yến Nhi                        | HTV7                |
| 2005          | Nốt nhạc vui                          | Thu Ngọc, Ngọc Châu, Yến Trang, Yến Nhi                        | HTV7                |
| 2006          | V-clip 45                             | Thu Ngọc, Ngọc Châu, Yến Trang, Yến Nhi                        | BTV2                |
| 2006          | Hát với ngôi sao                      | Thu Ngọc, Ngọc Châu, Yến Trang, Yến Nhi                        | HTV7                |
| 2006          | Tam sao thất bản                      | Thu Ngọc, Ngọc Châu                                            | VTV3                |
| 2006          | Tam sao thất bản                      | Yến Nhi                                                        | VTV3                |
| 2006          | Thế giới vui nhộn                     | Ngọc Châu, Yến Trang, Yến Nhi                                  | HTV7                |
| 2007          | Nhịp cầu Nghệ sỹ                      | Thu Ngọc, Ngọc Châu, Hải Băng                                  | THVL1               |
| 2007          | Tam sao thất bản                      | Thu Ngọc, Ngọc Châu, Hải Băng                                  | VTV3                |
| 2007          | Việt nam quê hương tôi                | Thu Ngọc, Ngọc Châu, Hải Băng                                  | BTV2                |
| 2007          | Giai điệu bí ẩn                       | Thu Ngọc, Ngọc Châu, Hải Băng                                  | VTV9                |
| 2007          | Hội ngộ bất ngờ                       | Thu Ngọc, Ngọc Châu, Hải Băng                                  | HTV7                |
| 2007          | Hát với ngôi sao                      | Thu Ngọc, Ngọc Châu, Hải Băng                                  | HTV7                |
| 2008          | Chung sức                             | Thu Ngọc, Ngọc Châu, Hải Băng                                  | HTV7                |
| 2008          | Quà tặng của sao                      | Thu Ngọc, Ngọc Châu, Hải Băng                                  | BTV2                |
| 2009          | Cầu vồng nghệ thuật                   | Thu Ngọc, Ngọc Châu, Hải Băng                                  | ĐNRTV1              |
| 2009          | Nốt nhạc vui                          | Thu Ngọc, Ngọc Châu, Hải Băng                                  | HTV7                |
| 2009          | Nhịp cầu Nghệ sỹ (Album Vol.6 Nhớ)    | Thu Ngọc, Ngọc Châu, Hải Băng                                  | THVL1               |
| 2009          | Hát với ngôi sao                      | Thu Ngọc, Ngọc Châu, Hải Băng                                  | HTV7                |
| 2010          | Sức sống mới                          | Thu Ngọc, Ngọc Châu, MiMi                                      | VTV1                |
| 2011          | Hát với ngôi sao                      | Thu Ngọc, Ngọc Châu, MiMi                                      | HTV7                |
| 2012          | Đọ sức âm nhạc                        | Thu Ngọc, Ngọc Châu, MiMi                                      | HTV7                |
| 2015          | Thế giới phụ nữ                       | Ngọc Châu, Bảo Ngọc, Ngọc Trâm                                 | Let's Việt - VTC9   |
| 2015          | Tạp chí Showbiz                       | Ngọc Châu, Bảo Ngọc, Ngọc Trâm                                 | Yeah1 Family - VTC4 |
| 2015          | Một bước để chiến thắng               | Ngọc Châu, Bảo Ngọc, Ngọc Trâm                                 | VTV9                |
| 2015          | Bức tường bí ẩn                       | Ngọc Châu, Bảo Ngọc, Ngọc Trâm                                 | THVL                |
| 2016          | Chung sức                             | Ngọc Châu, Bảo Ngọc, Ngọc Trâm                                 | HTV7                |
| 2016          | Một bước để chiến thắng               | Ngọc Châu, Bảo Ngọc, Ngọc Trâm                                 | VTV9                |
| 2016          | Hậu trường nghệ thuật (Cafe cùng sao) | Ngọc Châu, Bảo Ngọc, Ngọc Trâm                                 | HTV9                |
| 2017          | Làng hài mở hội mừng xuân             | Ngọc Châu, Bảo Ngọc, Ngọc Trâm                                 | THVL1               |
| 2017          | Siêu bất ngờ                          | Ngọc Châu, Bảo Ngọc, Ngọc Trâm                                 | HTV7                |
| 2017          | Thiên đường ẩm thực mùa 3             | Ngọc Châu, Bảo Ngọc, Ngọc Trâm                                 | HTV7                |
| 2017          | Bộ ba hoàn hảo                        | Ngọc Châu, Bảo Ngọc, Ngọc Trâm                                 | VTV8                |
| 2017          | Nghệ thuật muôn màu                   | Ngọc Châu, Bảo Ngọc, Ngọc Trâm                                 | BPTV1               |
| 2017          | Remix Restory                         | Mây trắng tái hợp cùng Ngọc Châu, Thu Ngọc, Yến Trang, Yến Nhi | VIVA                |
| 2017          | Giải mã cặp đôi                       | Ngọc Trâm                                                      | HTV7                |
| Tháng 9/2018  | Chuyện của sao                        | Ngọc Châu, Bảo Ngọc, Ngọc Trâm                                 | VTV9                |
| Tháng 10/2019 | Ký ức vui vẻ mùa 2                    | Mây trắng tái hợp cùng Ngọc Châu, Thu Ngọc, Yến Trang, Yến Nhi | VTV3                |
| Tháng 12/2019 | Vang bóng một thời                    | Ngọc Châu, Thu Ngọc, Yến Trang, Yến Nhi                        | THVL1               |
| Tháng 12/2019 | Khoảnh khắc cuộc đời                  | Ngọc Châu, Ngọc Trâm, An Nhiên                                 | HTV9                |
| Tháng 1/2020  | Vượt thành chiến                      | Ngọc Châu, Ngọc Trâm, An Nhiên, Thu Ngọc                       | VTV3                |
| Tháng 7/2020  | Bí kíp vàng                           | Ngọc Châu, Thu Ngọc, Thu Thủy                                  | HTV7                |
| Tháng 7/2020  | Bộ ba siêu đẳng mùa 2                 | Ngọc Châu, Thu Ngọc, Yến Nhi                                   | VTV3                |
| Tháng 12/2020 | Ký ức ngọt ngào                       | Ngọc Châu, Thu Ngọc, Yến Nhi, Yến Trang                        | THVL1               |
| Tháng 2/2021  | Nhanh như chớp                        | Thu Ngọc, Thu Thủy, Hải Băng                                   | HTV7                |
| Tháng 8/2022  | Đời nghệ sĩ                           | Ngọc Châu, Ngọc Trâm, An Nhiên                                 | VTV9                |
| Tháng 6/2023  | Mái ấm gia đình Việt                  | Ngọc Châu                                                      | HTV7                |

## Radio
| Năm  | Chương trình       | Thành viên           | Đài phát thanh |
| ---- | ------------------ | -------------------- | -------------- |
| 2015 | Happy lunch        | Cả nhóm              | Fptphay        |
| 2015 | Gởi chút tình hồng | Ngọc Châu, Ngọc Trâm | Radio BTV      |

## Danh sáchvideo âm nhạc
| Năm  | Tựa đề                                                                                   | Nghệ sĩ                                  | Chi tiết album                                                     |
| ---- | ---------------------------------------------------------------------------------------- | ---------------------------------------- | ------------------------------------------------------------------ |
| 2000 | Con tin Chúa ơi                                                                          | Quang Minh                               | VCD Một đời tri ân                                                 |
| 2002 | Liên khúc Ôi Tình Yêu                                                                    | Thanh Thảo                               | VCD Tạm biệt tình yêu                                              |
| 2002 | Ngày Xưa Ơi Bóng Cả Ước Mơ                                                               |                                          | Không có                                                           |
| 2003 | Ai Ai Ai First Love Dấu Yêu Xưa Vì Sao                                                   |                                          | Ai ai ai (Vol.2)                                                   |
| 2003 | Nắng Xuân                                                                                |                                          | Tình xuân 9                                                        |
| 2004 | Xuân Họp Mặt                                                                             |                                          | Những tình khúc vượt thời gian 10                                  |
| 2005 | Mùa Xuân Yêu                                                                             |                                          | Xuân có anh và em, Giấc mơ Mùa xuân, Lộc Xuân (DVD)                |
| 2005 | Cho Tim Em Nhớ Anh Đừng Giận Nữa Anh Ghét Anh Sống Cho Nhau Thầm Mong Anh Quay Về Bên Em |                                          | Cho tim em nhớ anh (Vol.3) & Thiên thần nhỏ bé                     |
| 2005 | Anh Yêu Em                                                                               |                                          | DVD Ca nhạc: Ca khúc trong phim                                    |
| 2005 | Xuân và Tuổi Trẻ                                                                         |                                          | Khúc tình xuân (DVD), Đón xuân trong tình yêu                      |
| 2005 | Mùa Xuân Trên Thành phố Hồ Chí Minh                                                      |                                          | Chương trình ca nhạc Thanh niên Việt Nam - Mãi mãi tuổi 20 (Vol.2) |
| 2005 | Mùa Xuân Quê Tôi                                                                         |                                          | Đám cưới như mơ (Lê Kim Lực) - Golden Fish                         |
| 2006 | Ngày Tết Quê Em                                                                          |                                          | Tình xanh (Vol.4)                                                  |
| 2006 | Chắc Anh Đã Yêu Em Tình Lặng Nụ Hôn Dưới Mưa Đánh Mất Niềm Tin                           | Mây Trắng và Phạm Khánh Hưng             | Anh tin mình đã cho nhau một kỷ niệm (DVD/ VCD)                    |
| 2006 | Tuổi Mộng Xứ Đông                                                                        |                                          | Lân và Nghệ sỹ (DVD)                                               |
| 2007 | Xuân ơi Về Nhé                                                                           |                                          | Nắng có còn xuân - Làng văn (DVD)                                  |
| 2007 | Cô Bé Đáng Yêu Muộn Màng Dành Cho Anh Còn Đâu Ngày Ấy                                    |                                          | Lời nói Muộn Màng (Vol.5)                                          |
| 2008 | Khúc Nhạc Ngày Xuân                                                                      |                                          | Mừng nắng xuân về (DVD)                                            |
| 2009 | Nhớ Anh Quá Vì Sao Anh Ra Đi Tình Yêu Ngày Nắng Yêu Người Không Nên Yêu                  | Quang Vinh & Đăng Khôi                   | Nhớ (Vol.6)                                                        |
| 2010 | Ở Nhà Một Mình Only you                                                                  |                                          | Không có                                                           |
| 2012 | Xoá                                                                                      |                                          | Không có                                                           |
| 2013 | Khúc Hạ                                                                                  | Thu Ngọc, Hải Băng, Thu Thủy và nhóm TVM | Không có                                                           |
| 2015 | Một Phút Một Giây                                                                        |                                          | Không có                                                           |
| 2016 | Tết Hạnh Phúc Sum Vầy                                                                    | V.music & Mắt Ngọc, Tốp ca               | Không có                                                           |
| 2017 | Căn Phòng Nước Mắt                                                                       |                                          | Không có                                                           |
| 2018 | Tuyển tập Mashup Hit Việt Hàn                                                            | Bảo Ngọc (Mây Trắng) ft LYKIO            | Không có                                                           |
| 2019 | Ngàn Chén                                                                                |                                          | Không có                                                           |
| 2020 | Mãi Mãi Đã Hết Từ Hôm Qua                                                                |                                          | Không có                                                           |
| 2021 | Sai Từ Khi Bắt Đầu                                                                       |                                          | Không có                                                           |

## Phim đã tham gia
| Năm  | Tên           | Thành viên | Vai diễn   | Thể loại | Ghi chú               |
| ---- | ------------- | ---------- | ---------- | -------- | --------------------- |
| 2016 | Ai đẹp hơn ai | Bảo ngọc   | Chính mình | Phim hài | Ghiền mì gõ (Tập 101) |

## Quảng cáo
Danh sách các dự án quảng cáo:
| Năm         | Tên nhãn hàng                               | Thành viên | Hình thức                     |
| ----------- | ------------------------------------------- | ---------- | ----------------------------- |
| 2000        | Pepsi (Khát Khao Hơn)                       | Cả nhóm    | MV quảng cáo                  |
| 2003        | Son môi Lipice                              | Yến Trang  | Clip quảng cáo                |
| 2004        | Áo dài Thái Tu                              | Yến Trang  |                               |
| 2003 - 2006 | Xà bông và chai Fres & Natural              | Yến Trang  | Tạp chí khác                  |
| 2003        | Áo dài Thái Tuấn                            | Cả nhóm    | Sách ảnh                      |
| 2003        | Kẹo Oishi                                   | Cả nhóm    | Poster lịch năm 2005          |
| 2004        | Blue Exchange                               | Cả nhóm    | Sách ảnh                      |
| 2006 - 2010 | Acnacare (Giải pháp giúp Sạch Mụn Hiệu Quả) | Hải Băng   | Tạp chí khác                  |
| 2013        | Cháo Yến                                    | Bảo Ngọc   | TVC Yến Việt                  |
| 2013        | Phở đệ nhất, Bún giò heo, Hủ tiếu Nhịp sống | Bảo Ngọc   | Clip quảng cáo                |
| 2014        | 7 up vị chanh                               | Bảo Ngọc   | TV quảng cáo                  |
| 2014        | Nước uống Vĩnh Hảo                          | Bảo Ngọc   | Clip quảng cáo                |
| 2014        | Sữa uống Yakult                             | Bảo Ngọc   | Họp báo poster hình quảng cáo |
| 2015        | Đại gia đình - Kinh đô group                | Bảo Ngọc   | Họp báo TV quảng cáo          |
| 2018        | Mỹ phẩm nhập khẩu Belief                    | Bảo Ngọc   | Clip quảng cáo                |
| 2019        | Tết là ăn hết - Trà Ôlong Tea+              | An Nhiên   | MV quảng cáo                  |

## Các buổi diễn

###### Live show
- Live show Night of 9 (Đêm của số 9) (2009)

###### Các buổi diễn có tham gia
- Làn Sóng Xanh (2001)
- Live show Hãy Giữ Lấy Tình Yêu - Lâm Chi Khánh (2002)
- Live show Búp Bê Xinh Đẹp - ca sĩ Thanh Thảo (2002)
- Live show Nhớ Trường Xưa - ca sĩ Thanh Thảo (2004)
- Live show Hàn Thái Tú (2004)
- Bước Chân Hoàn Vũ (2005)
- Mini Candy Summer Show - ca sĩ Thu thủy (2009)
- Đêm sao Teen (2009)
- Live show TVM (2014)
- Gala Nhạc Việt 8 - Duyên Phận Cuộc Đời (2016)
- Cuộc Hội Ngộ Sao Việt & DJ (2017)

## Các tiết mục trình diễn trên sân khấu

###### Chương trình Giai Điệu Tình Yêu HTV (2001-2006)
| Năm  | Tên bài hát                        | Thể hiện                                                                   |
| ---- | ---------------------------------- | -------------------------------------------------------------------------- |
| 2001 | Ước Mơ Thành Sự Thật (Debut Stage) | (Mây Trắng: Thu Ngọc, Ngọc Châu, Yến Trang, Yến Nhi, Thu Thủy)             |
| 2001 | Hãy Yêu Người Đến Sau              | (Mây Trắng: Thu Ngọc, Ngọc Châu, Yến Trang, Yến Nhi, Thu Thủy), Nguyên Vũ  |
| 2001 | Thời Thơ Ấu Đã Xa                  | (Mây Trắng: Thu Ngọc, Ngọc Châu, Yến Trang, Yến Nhi, Thu Thủy)             |
| 2001 | Bóng Cả                            | (Mây Trắng: Thu Ngọc, Ngọc Châu, Yến Trang, Yến Nhi, Thu Thủy)             |
| 2001 | Ngóng Trông                        | (Mây Trắng: Thu Ngọc, Ngọc Châu, Yến Trang, Yến Nhi, Thu Thủy)             |
| 2001 | Mãi Yêu Người                      | (Mây Trắng: Thu Ngọc, Ngọc Châu, Yến Trang, Yến Nhi, Thu Thủy)             |
| 2001 | Thầy Cô Vẫn Hát                    | (Mây Trắng: Thu Ngọc, Ngọc Châu, Yến Trang, Yến Nhi, Thu Thủy)             |
| 2002 | Nghìn Trùng Phôi Pha               | (Mây Trắng: Thu Ngọc, Ngọc Châu, Yến Trang, Yến Nhi, Thu Thủy)             |
| 2002 | Xin Chào Anh                       | (Mây Trắng: Thu Ngọc, Ngọc Châu, Yến Trang, Yến Nhi, Thu Thủy)             |
| 2002 | Liên Khúc Ôi Tình Yêu, Ngóng Trông | (Mây Trắng: Thu Ngọc, Ngọc Châu, Yến Trang, Yến Nhi, Thu Thủy), Thanh Thảo |
| 2002 | Ước Mơ Thành Sự Thật               | (Mây Trắng: Thu Ngọc, Ngọc Châu, Yến Trang, Yến Nhi, Thu Thủy)             |
| 2002 | Ai Ai Ai                           | (Mây Trắng: Thu Ngọc, Ngọc Châu, Yến Trang, Yến Nhi, Thu Thủy)             |
| 2002 | Bay Lên Vì Sao                     | (Mây Trắng: Thu Ngọc, Ngọc Châu, Yến Trang, Yến Nhi, Thu Thủy)             |
| 2003 | Giấc Mơ Ngày Xưa                   | (Mây Trắng: Thu Ngọc, Ngọc Châu, Yến Trang, Yến Nhi)                       |
| 2003 | Mãi Yêu Người (Remix)              | (Mây Trắng: Thu Ngọc, Ngọc Châu, Yến Trang, Yến Nhi)                       |
| 2003 | Ngóng Trông, Ai Ai Ai              | (Mây Trắng: Thu Ngọc, Ngọc Châu, Yến Trang, Yến Nhi), Mắt Ngọc             |
| 2003 | Tình Yêu Diệu Kỳ                   | (Mây Trắng: Thu Ngọc, Ngọc Châu, Yến Trang, Yến Nhi)                       |
| 2003 | Con Nhớ Mẹ                         | (Mây Trắng: Thu Ngọc, Ngọc Châu, Yến Trang, Yến Nhi)                       |
| 2004 | Nụ Cười Thiên Thần                 | (Mây Trắng: Thu Ngọc, Ngọc Châu, Yến Trang, Yến Nhi)                       |
| 2004 | Khi Em Yêu Anh                     | (Mây Trắng: Thu Ngọc, Ngọc Châu, Yến Trang, Yến Nhi)                       |
| 2004 | Điều Cuối Cùng                     | (Mây Trắng: Thu Ngọc, Ngọc Châu, Yến Trang, Yến Nhi)                       |
| 2004 | Tình Yêu Trong Em                  | (Mây Trắng: Thu Ngọc, Ngọc Châu, Yến Trang, Yến Nhi)                       |
| 2004 | Nhớ Thương                         | (Mây Trắng: Thu Ngọc, Ngọc Châu, Yến Trang, Yến Nhi)                       |
| 2004 | Sea Games Màu Cờ Sắc Áo            | (Mây Trắng: Thu Ngọc, Ngọc Châu, Yến Trang, Yến Nhi)                       |
| 2005 | Ghét Anh                           | (Mây Trắng: Thu Ngọc, Ngọc Châu, Yến Trang, Yến Nhi)                       |
| 2005 | Đôi Cánh Ước Mơ                    | (Mây Trắng: Thu Ngọc, Ngọc Châu, Yến Trang, Yến Nhi)                       |
| 2005 | Có Chắc Anh Đã Yêu Em              | (Mây Trắng: Thu Ngọc, Ngọc Châu, Yến Trang, Yến Nhi), Phạm Khánh Hưng      |
| 2005 | Nếu Một Ngày Phải Đến              | (Mây Trắng: Thu Ngọc, Ngọc Châu, Yến Trang, Yến Nhi)                       |
| 2005 | Sao Không Quay Về                  | (Mây Trắng: Thu Ngọc, Ngọc Châu, Yến Trang, Yến Nhi)                       |
| 2006 | Lỡ Hẹn                             | (Mây Trắng: Thu Ngọc, Ngọc Châu, Yến Trang, Yến Nhi)                       |
| 2006 | Hứa với Em Anh Nhé                 | (Mây Trắng: Thu Ngọc, Ngọc Châu, Yến Trang, Yến Nhi)                       |
| 2006 | Liên Khúc Tình Xanh                | (Mây Trắng: Thu Ngọc, Ngọc Châu, Yến Trang, Yến Nhi)                       |
| 2006 | Giấc Mơ Xưa Vội Xa                 | (Mây Trắng: Thu Ngọc, Ngọc Châu, Yến Trang, Yến Nhi)                       |
| 2006 | Vì Sao Không Là Em                 | (Mây Trắng: Thu Ngọc, Ngọc Châu, Yến Trang, Yến Nhi)                       |

## Giải thưởng và đề cử
| Năm  | Giải thưởng               | Hạng mục                                  | Album                     | Kết quả   |
| ---- | ------------------------- | ----------------------------------------- | ------------------------- | --------- |
| 2003 | Ngôi sao Bạch Kim lần 1   | Nhóm nhạc được yêu thích nhất             |                           | Đề cử     |
| 2003 | Bài hát tôi yêu lần thứ 2 | Giải khán giả bình chọn                   | Với MV "Vì Sao"           | Đề cử     |
| 2005 | Giai điệu bạn bè          | Sắc màu âm nhạc được yêu thích nhất       | Cho tim em nhớ anh        | Đề cử     |
| 2006 | Ngôi sao Bạch Kim lần 2   | Nhóm nhạc được yêu thích nhất             |                           | Đề cử     |
| 2007 | Album Vàng lần thư nhất   | Album ý tưởng thiết kế (do khán giả chọn) | Lời nói muộn màng (Vol.5) | Đoạt giải |
| 2008 | HTV Awards                | Nhóm nhạc được yêu thích nhất             |                           | Đoạt giải |
| 2009 | HTV Awards                | Nhóm nhạc được yêu thích nhất             |                           | Đoạt giải |
| 2009 | Album Vàng lần thư ba     | Top 5 Album của tháng                     | Nhớ (Vol.6)               | Đề cử     |
| 2009 | Giải Mai Vàng             | Nhóm nhạc được yêu thích nhất             | Với ca khúc Nhớ           | Đoạt giải |